# جليدة بالتورو
```
جليدة بالتورو
 النهر الجليدي بالتور 
(
بالإنجليزية
: 
 Baltoro Glacier
)‏
 وهي 
جليدة ثلجية
 تقع بين 
الصين
 
وباكستان
 .
[
1
]
[
2
]
[
3
]
```

تُعَدُّ جليدة بالتورو التي هي بطول 63 كم (39 ميل)، أحد أطول الأنهار الجليدية خارج المناطق القطبية. تقع في منطقة جيلجيت بالتستان في باكستان. تمر عبر جزء من سلسلة جبال كاراكورام. تقع على ارتفاع 8611 مترًا (28251 قدمًا) ،
يؤدي النهر الجليدي إلى نهر شيجار ، وهو أحد روافد نهر السند. تتغذى العديد من الأنهار الجليدية الكبيرة في رصيف بالتورو الجليدي الرئيسي، بما في ذلك نهر جودوين أوستن الجليدي الذي يتدفق جنوبًا.
الحوض الصغير لهذه الجليدة واسع للغاية. تختلف الجدران الجانبية من شديدة الانحدار إلى أشد انحداراً. شكل الجليد المتحرك المنخفضات التي تعمل كأحواض للعديد من البحيرات الجليدية.

## الجغرافيا
تُعَدُّ جليدة بالتورو أيضًا حضانة للعمالقة، ويحدُّها أربعة من قمم الجبال الـ 14 التي يزيد ارتفاعها عن ثمانية آلاف متر من الكرة الأرضية. القمم المتاخمة لمنطقة بالتورو هي:
K2 ثاني أعلى جبل في العالم 8،611م
كاشر برم القمة العالمية الثانية عشرة من حيث الارتفاع 8,080 م
```
(8,047 م) ، القمة الثانية عشرة في العالم ؛
```

## معرض صور

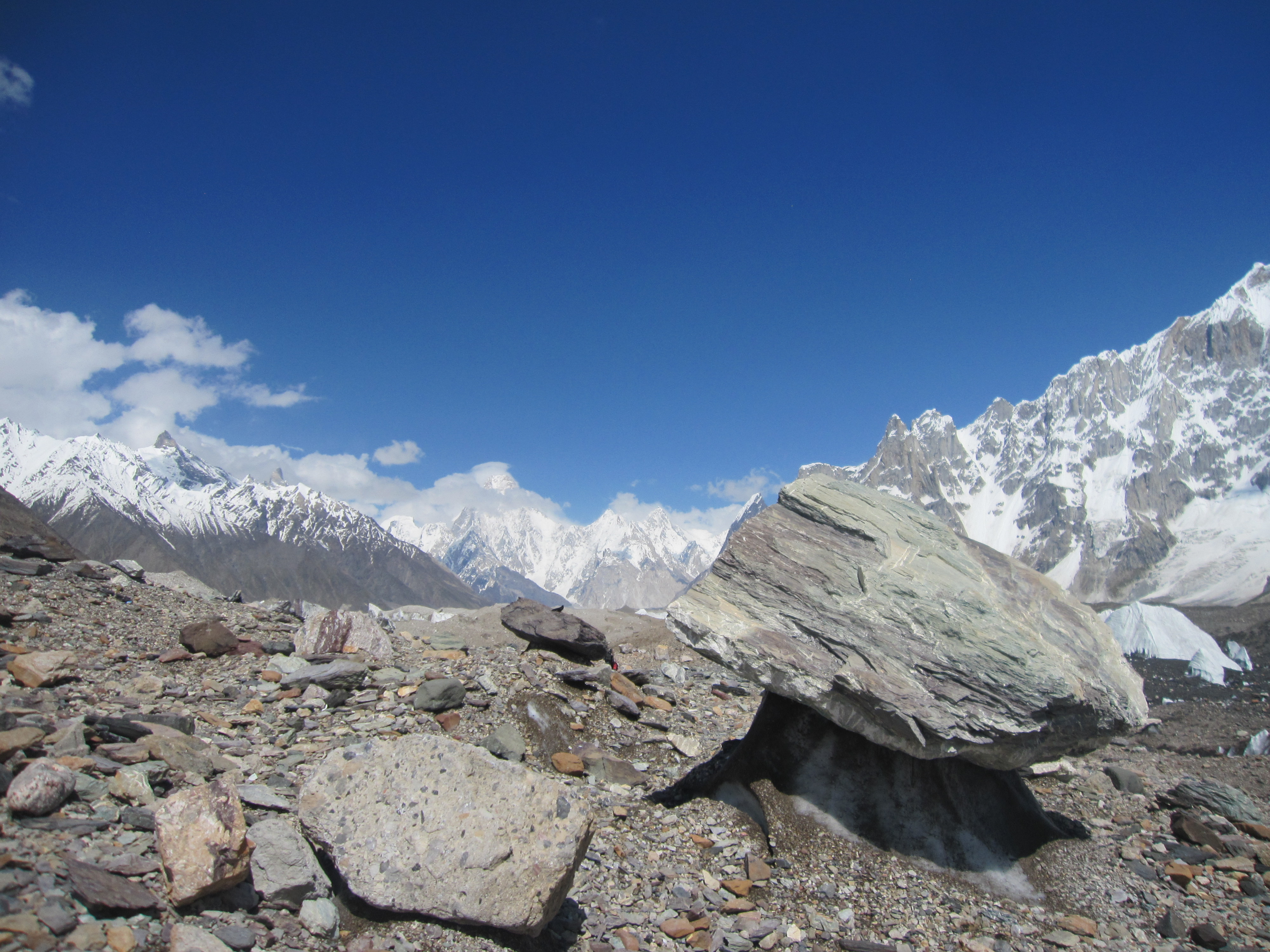
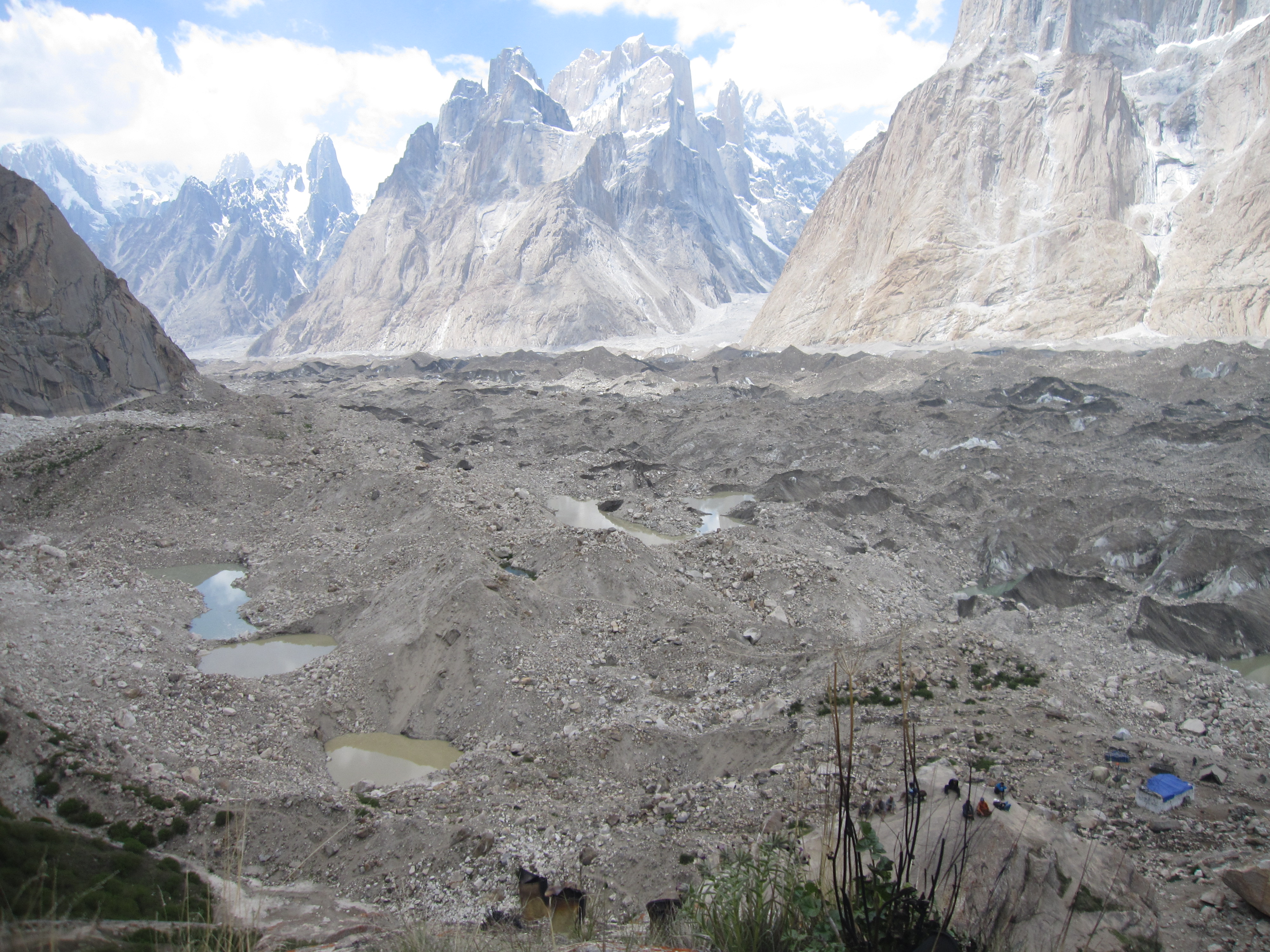
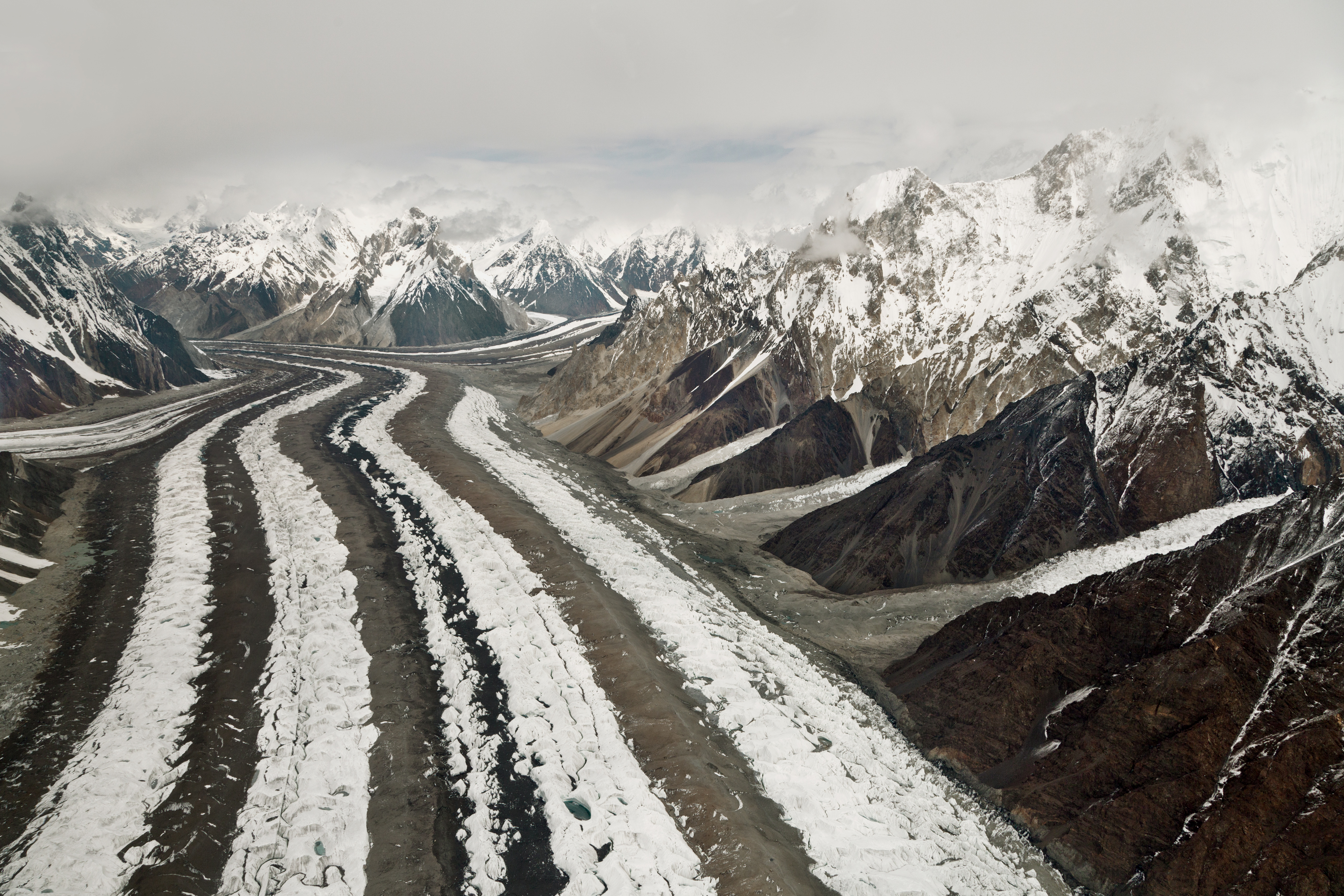